# مسجد مالوي
مسجد مالوي، هو مسجد يقع على طريق بولي في منطقة غرب غونجا في منطقة السافانا في غانا.

## التاريخ
بني المسجد عن طريق المبشرين المسلمين أثناء مرورهم إلى المنطقة.

## الوصف
يحتوي المسجد على حواجز ضخمة، مبني على الطراز السوداني وله برجان مرتفعان.